# سيث موسلي
سيث موسلي (بالإنجليزية: Seth Mosley)‏ هو كاتب أغاني أمريكي، ولد في 17 أكتوبر 1987 في سيركلفيل في الولايات المتحدة.

## وصلات خارجية
- سيث موسلي على موقع ميوزك برينز (الإنجليزية)
- سيث موسلي على موقع ديسكوغز (الإنجليزية)